# Divizia Națională 2005-2006
La Divizia Naţională 2005-2006 è stata la 15ª edizione della massima serie del campionato di calcio moldavo disputato tra il 13 agosto 2005 e il 10 maggio 2006 e concluso con la vittoria dello Sheriff Tiraspol, al suo sesto titolo.

## Formula
Nessuna variazione rispetto all'edizione precedente: il campionato consisteva in un doppio girone all'italiana per un totale di 28 partite. In previsione di un aumento delle squadre partecipanti a partire dalla successiva edizione non furono previste retrocessioni.
Le squadre partecipanti alle coppe europee furono quattro: la squadra campione si qualificò alla UEFA Champions League 2006-2007, la seconda classificata e la vincitrice della coppa nazionale alla Coppa UEFA 2006-2007 e una quarta squadra fu ammessa alla Coppa Intertoto 2006.

## Squadre
| Squadra                 | Città    | Stadio | Stagione 2004-2005   |
| ----------------------- | -------- | ------ | -------------------- |
| FC Dinamo Bender        | Bender   |        | Divizia A            |
| FC Politehnica Chișinău | Chișinău |        | Divizia A            |
| Dacia Chișinău          | Chișinău |        | 3°                   |
| Tiligul-Tiras Tiraspol  | Tiraspol |        | 6°                   |
| Zimbru Chișinău         | Chișinău |        | 5°                   |
| Nistru Otaci            | Otaci    |        | 2°                   |
| Sheriff Tiraspol        | Tiraspol |        | Campione di Moldavia |
| FC Tiraspol             | Tiraspol |        | 4°                   |

## Classifica finale
|  | Pos. | Squadra                 | Pt | G  | V  | N  | P  | GF | GS | DR  |
|  | ---- | ----------------------- | -- | -- | -- | -- | -- | -- | -- | --- |
|  | 1.   | Sheriff Tiraspol        | 71 | 28 | 22 | 5  | 1  | 57 | 11 | +46 |
|  | 2.   | Zimbru Chișinău         | 53 | 28 | 15 | 8  | 5  | 47 | 20 | +27 |
|  | 3.   | FC Tiraspol             | 37 | 28 | 8  | 13 | 7  | 24 | 21 | +3  |
|  | 4.   | Tiligul-Tiras Tiraspol  | 34 | 28 | 7  | 13 | 8  | 22 | 23 | -1  |
|  | 5.   | Nistru Otaci            | 31 | 28 | 6  | 13 | 9  | 24 | 27 | -3  |
|  | 6.   | Dacia Chișinău          | 30 | 28 | 7  | 9  | 12 | 28 | 39 | -11 |
|  | 7.   | FC Politehnica Chișinău | 25 | 28 | 5  | 10 | 13 | 18 | 37 | -19 |
|  | 8.   | Dinamo Bender           | 15 | 28 | 2  | 9  | 17 | 17 | 59 | -42 |

Legenda:

      Campione di Moldavia
      Qualificata alla Coppa UEFA
      Qualificata alla Coppa Intertoto
Note:

Tre punti a vittoria, uno a pareggio, zero a sconfitta.

## Verdetti
- Campione: Sheriff Tiraspol, qualificato alla UEFA Champions League
- Qualificato alla Coppa UEFA: Zimbru Chișinău, Nistru Otaci
- Qualificato alla Coppa Intertoto: FC Tiraspol
- Retrocesse in Divizia "A": nessuna